# Pemecutan
Pemecutan is een bestuurslaag in het regentschap Denpasar van de provincie Bali, Indonesië. Pemecutan telt 21.099 inwoners (volkstelling 2010).